# Arvid Johansson (ingenjör)
Karl Arvid Johansson, född 17 september 1870 i By församling, Kopparbergs län, död 27 juni 1934 i Djursholm, var en svensk bergsingenjör och professor.
Johansson blev student 1889, utexaminerades från Kungliga Tekniska högskolans fyraåriga fackskola för metallurgi och hyttkonst 1893, var 1893-1895 assistent i bergskemi vid Kungliga Tekniska högskolan, 1895-1896 ritare vid Hofors bruk. År 1896 blev han föreståndare för metallurgiska avdelningen vid Sandvikens Jernverk och var 1918-1928 professor i hyttmekanik samt järnets bearbetning vid Kungliga Tekniska högskolan. Åren 1928-1934 var han föreståndare för Jernkontorets nyupprättade tekniska byrå och huvudredaktör för "Jernkontorets annaler" samt 1930-1934 överingenjör vid Jernkontoret. Han var även ordförande i styrelsen för Metallografiska institutet i Stockholm 1926-1934.
Johansson företog många utländska studieresor, var 1911-1913 vice ordförande i Svenska Teknologföreningen, blev ledamot av Ingenjörsvetenskapsakademien vid dess stiftande 1919 samt anlitades i stor utsträckning för såväl enskilda som offentliga uppdrag och utredningar inom sitt fack. Han var bland annat ledamot av kungliga kommittén för utarbetande av förslag till ny gruvlag (1920). I olika tidskrifter, däribland "Jernkontorets annaler", "Teknisk tidskrift" och "Det nya Sverige", publicerade han bergstekniska uppsatser, bl.a. Malmbriketters tillverkning och användning i masugn (1908), Direkt valsning af göt från icke eldade värmegropar (1920), Värmebehandling af stål för konstruktionsändamål (1922), Om möjligheten af en järntillverkning i Norra Sverige, grundad på Lapplandsmalm (1923), Den svenska sura bessemerprocessen (1931) och Undersökningar rörande ytavkolning av stål (1932). Jernkontoret tilldelade honom Rinmanmedaljen 1934.